# Jamie Raskin
Jamin Ben Raskin (Washington D. C.; 13 de diciembre de 1962) es un abogado y político estadounidense que actualmente se desempeña como representante de los Estados Unidos para el octavo distrito del Congreso de Maryland desde 2017. Como miembro del Partido Demócrata, sirvió en el Senado del Estado de Maryland de 2007 a 2016.
Raskin es el presidente del Subcomité de Derechos Civiles y Libertades Civiles y copreside el Caucus de Libre Pensamiento del Congreso. También es bien conocido por ser el administrador principal de juicio político para el segundo juicio político contra el presidente Donald Trump en respuesta al ataque al Capitolio de los Estados Unidos. Antes de su elección al Congreso, él fue profesor de derecho constitucional en la Facultad de Derecho de la Universidad Americana ubicada en Washington D. C., donde cofundó y dirigió el LL. M. programa sobre derecho y gobierno y cofundó el Proyecto de Alfabetización Constitucional Marshall-Brennan.
En 2022, Raskin admitió haber violado la ley STOCK, en vigencia desde 2012, cuando su esposa generó $1.5 millones en ganancias al vender acciones sin haberlas reportado según la ley.

## Primeros años y carrera
Jamin Ben Raskin nació en una familia judía en Washington D. C., el 13 de diciembre de 1962, hijo de Barbara Raskin (nacida Bellman) y Marcus Raskin. Su madre era periodista y novelista, y su padre fue ayudante personal del presidente John F. Kennedy en el Consejo de Seguridad Nacional, cofundador del Instituto de Estudios Políticos y activista progresista. Los antepasados de Raskin emigraron a los Estados Unidos desde Rusia. Se graduó de Georgetown Day School en 1979 a los 16 años, y magna cum laude y Phi Beta Kappa de Harvard College en 1983, con una licenciatura en gobierno con especialización en teoría política. En 1987, recibió un grado JD magna cum laude de la Facultad de Derecho de Harvard, donde fue editor de Harvard Law Review.
Durante más de 25 años, Raskin fue profesor de derecho constitucional en la Facultad de Derecho de la Universidad Americana,  donde le enseñó a una de los futuros directores del segundo juicio político de Donald Trump, Stacey Plaskett. Él cofundó y dirigió el programa LL. M. sobre derecho y gobierno, y cofundó el Proyecto de Alfabetización Constitucional Marshall-Brennan. De 1989 a 1990, Raskin se desempeñó como director jurídico de la Coalición Nacional del Arco Iris de Jesse Jackson. En 1996, representó a Ross Perot con respecto a la exclusión de Perot de los debates presidenciales de los Estados Unidos de 1996. Raskin escribió un artículo de opinión en The Washington Post, donde criticó fuertemente a la Comisión Federal Electoral y a la Comisión de Debates Presidenciales por sus decisiones.